# كونو ريبر
كونو ريبر Kuno Raeber (ولد في 20 مايو 1922 في كلينجناو – ومات في 28 يناير 1992 في بازل) هو شاعر وكاتب روائي سويسري.

## حياته
نشأ كونو ريبر في لوتسرن. درس الفلسفة والتاريخ والأدب في جامعات زيورخ وجينيف وباريس وبازل، وحصل على درجة الدكتوراه سنة 1950 حول «إنجيل التاريخ» لسيباستيان فرانك. بدأ حياته متدينا جدا وقضى فترة إعداد في دير يسوعي، لكنه ما لبث أن تخلى عن الاعتقاد المسيحي وكرس نفسه للأساطير القديمة. شغل في عامي 1951 و 1952 منصب مدير المدرسة السويسرية في روما، ثم عمل في Leibniz Kolleg في توبنجن وفي Europa-Kolleg في هامبورغ، ليتفرغ في عام 1958 للكتابة الحرة. كان عضوا في جماعة 47، وقضى فترة طويلة في الولايات المتحدة وأصبح عضوا في عام 1978 في مركز القلم. وكان ريبر يقيم غالبا في ميونخ، وأقام لبعض الوقت في روما ومات في عام 1992 أثناء زيارة له في بازل.

## إنتاجه الأدبي ومكانته الأدبية
تتبدى في أعماله ظلال دينية وتاريخية. فهو يمزج في مسرحياته التي تدور أحداثها في الواقع – كما يفعل يورجه لويس بورجيس – بين رؤى دينية وأسطورية وتاريخية. وتتداخل الأسطورة والحقيقة لديه وتمتزجان. ولهذا فإن نثره القصصي ليس من السهل قراءته، فهو مغلق وذو نسيج لغوي محكم ومليء بالقفزات الزمانية، ويتشعب أحيانا في الجنس والقوة والقتل.
وفي رواية «البيضة» Das Ei تدور الأحداث حول شخصية الجاني، الذي أراد تدمير لوحة Pietà لميشائيل أنجلو في عام 1972.
ومن الملاحظ ارتباطه الأدبي بروما، فهو يحس في المدينة وكأنه في وطنه، وهناك تدور ليس الكثير من الروايات مثل Sacco di Roma، ولكنه أيضا أجرى مقابلات صحفية مع ماكس فريش وأوفه يونسون وصديقته إنجيبورج باخمان التي شجعها على الكتابة الأدبية.

## نثره
كتب ريبر المقالات والنصوص النقدية والتمثيليات الإذاعية والمسرحيات وكتب الرحلات والقصص. وتتميز رواياته بالتنوع والثراء. أما أشهر وأنجح رواياته هي «أليكسيوس تحت السلم...أو اعترافات أمام قط» Alexius unter der Treppe oder Geständnisse vor einer Katze ، وهي واحدة من تسعة وسبعين قطعة نثرية يضمها كتاب «اعترافات قط» Geständnissen einer Katze وهو مجموعة من الأحداث العابرة يحتويها اعتراف مسيحي للثري من روما أليكسيوس، والذي وحسب الأسطورة ترك زوجته وأولاده وعاش لسنوات كثيرة شحاذا وعاد فيما بعد، وعاش مجهولا تحت سلم وأعلن عن حقيقة شخصيته قبل موته بقليل.
ولكن في الوقت نفسه فقد كان هذا الأليكسيوس قائدا لفرقة روك موسيقية في نيويورك، وهكذا فقد صور المؤلف في هذه الرواية مزيدا من الوقائع التاريخية والأسطورية بأسلوب غني بالفانتازيا. وقد وصف بيات ماتسيناور المؤلف بأنه كيان فكري مسيطر وتقليدي يقظ والذي لا يترك نفسه للحنين إلى الوطن، بل يمجد التقاليد العظيمة والحتمية للتاريخ بكل أنواع أحداثها، وروما برغم كل شيء تمثل بالنسبة إليه هذه التقاليد.

## رواية البيضة Das Ei
اختلفت الآراء حول رواية البيضة بسبب احتوائها على قطع إباحية وتجديفية، وتدور أحداثها في روما. فقد حدث في عام 1972 أن أقدم مجري يعتبر نفسه المسيح، على أن يهوي بمطرقة على تمثال Pietà لفنان عصر النهضة ميشيل أنجلو. تعمق الكاتب في الشخصية وأخذ يرسم ويوضح التفسيرات النفسية العميقة لثورة الأبناء ضد الأم والتي ترمز إلى أم المسيح.
ولهذا الحدث الغريب والذي يذكر أحيانا برواية Notre-Dame-des-Fleurs لجان جينيه Jean Genet، وقع مشوش على القارئ. فالمؤلف يرسك ملامح شخصية الفاعل الرئيسي للقصة باعتباره المسيح أو القيصر يوزف الثاني أو بابا ثنائي الجنس.
أما نهاية الشقاق الغاضب مع الكنيسة والمسيحية فيصورها في شكل قنبلة على هيئة بيضة – فالبيضة هي رمز للبعث المسيحي – تدمر كاتدرائية بطرس Petersdom بالكامل. والعمل يلفت النتباه من خلال قوته اللغوية غير العادية وجزالته وكذلك الرؤى الغريبة الخيالية.

## شعره
كرس ريبر نفسه في بداية الأمر لكتابة الشعر وكتب أشعارا مليئة بالصور الحسية والمعنوية، ثم تحول فيما بعد لكتابة النثر. وتتسم قصائده المتأخرة بالتكثيف اللغوي المقتضب والموجز المعتمد على مكانة الكلمة والبيت. وقد كتب ريبر أيضا قصائد باللهجة الأليمانية alemannische Dialektgedichte.

## جوائز حصل عليها
- جائزة توكان 1973
- الجائزة الأدبية من لوتسرن 1979
- جائزة مؤسسة شيلر السويسرية 1989
- الجائزة الفنية من مدينة لوتسرن.

## اقتباس
الجندب Zikade
فيما بعد لن يبق مني إلا الصوت
سوف تبحث عني في كل الحجرات
على السلالم وفي الأروقة الطويلة
في الحدائق
سوف تبحث عني في القبو
سوف تبحث عني تحت السلالم
فيما بعد سوف تبحث عني
وفي كل مكان لن تسمع غير صوتي
صوتي المغني ذي النغمة العالية المتكررة
في كل مكان

## روابط خارجية
- كونو ريبر على موقع مونزينجر (الألمانية)